# 1001 Gaussia
1001 Gaussia è un asteroide della fascia principale esterna. Scoperto nel 1923, presenta un'orbita caratterizzata da un semiasse maggiore pari a 3,212268 UA e da un'eccentricità di 0,122135, inclinata di 9,316251° rispetto all'eclittica. Ha un diametro di 72,711 km, un periodo di rotazione di 20,99 ore e un'albedo di 0,041.
L'asteroide è dedicato al matematico tedesco Carl Friedrich Gauss.